# Balkanbroderi
Balkanbroderi är en gemensam beteckning på de rika folkliga broderierna från Bulgarien, Albanien, Grekland, före detta Jugoslavien, Rumänien, Ungern och den europeiska delen av Turkiet. Dessa broderier utfördes i regel av kvinnor som hemslöjd av hemproducerat material.